# TKO街市

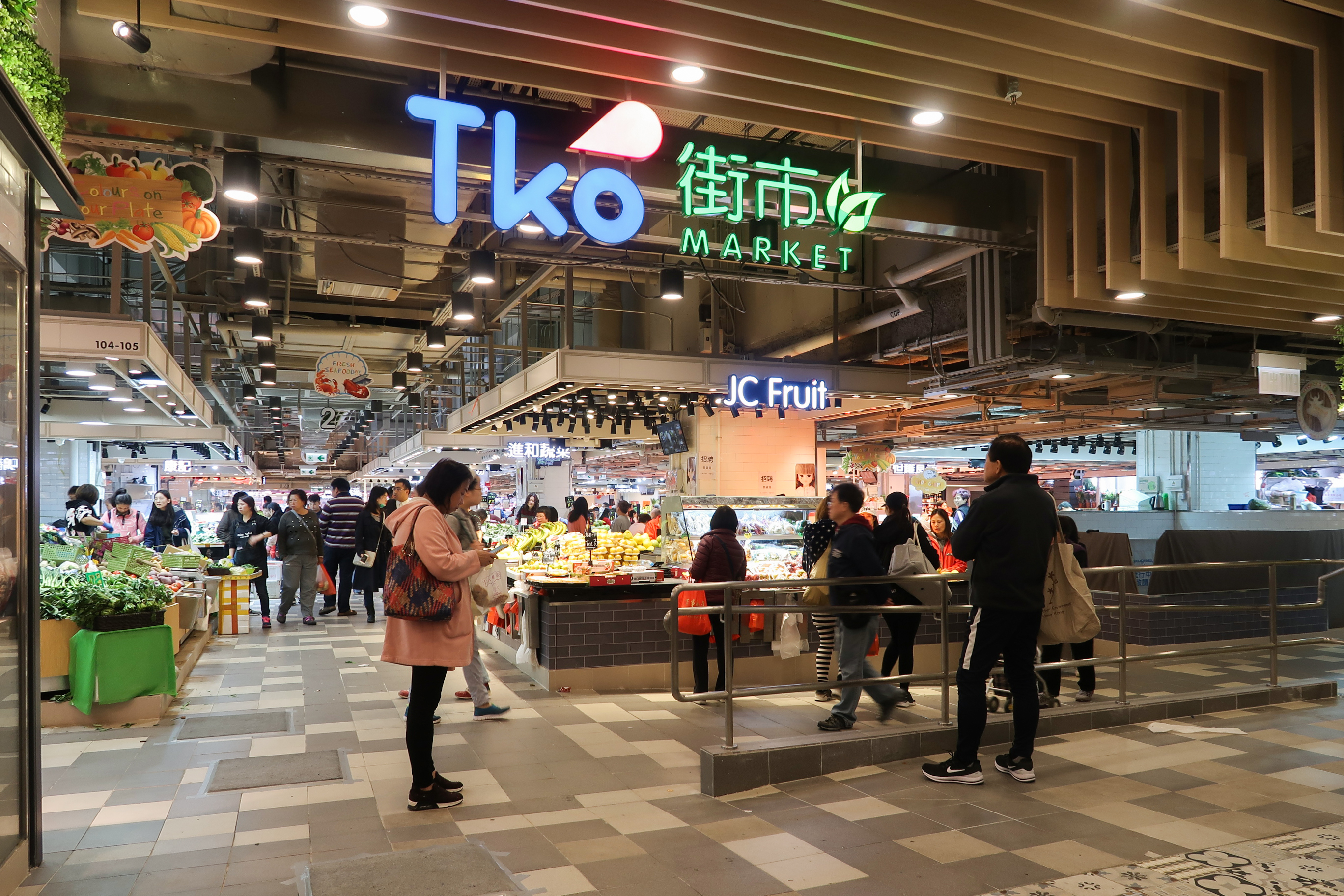
TKO 街市入口、菜及水果檔（2018年）

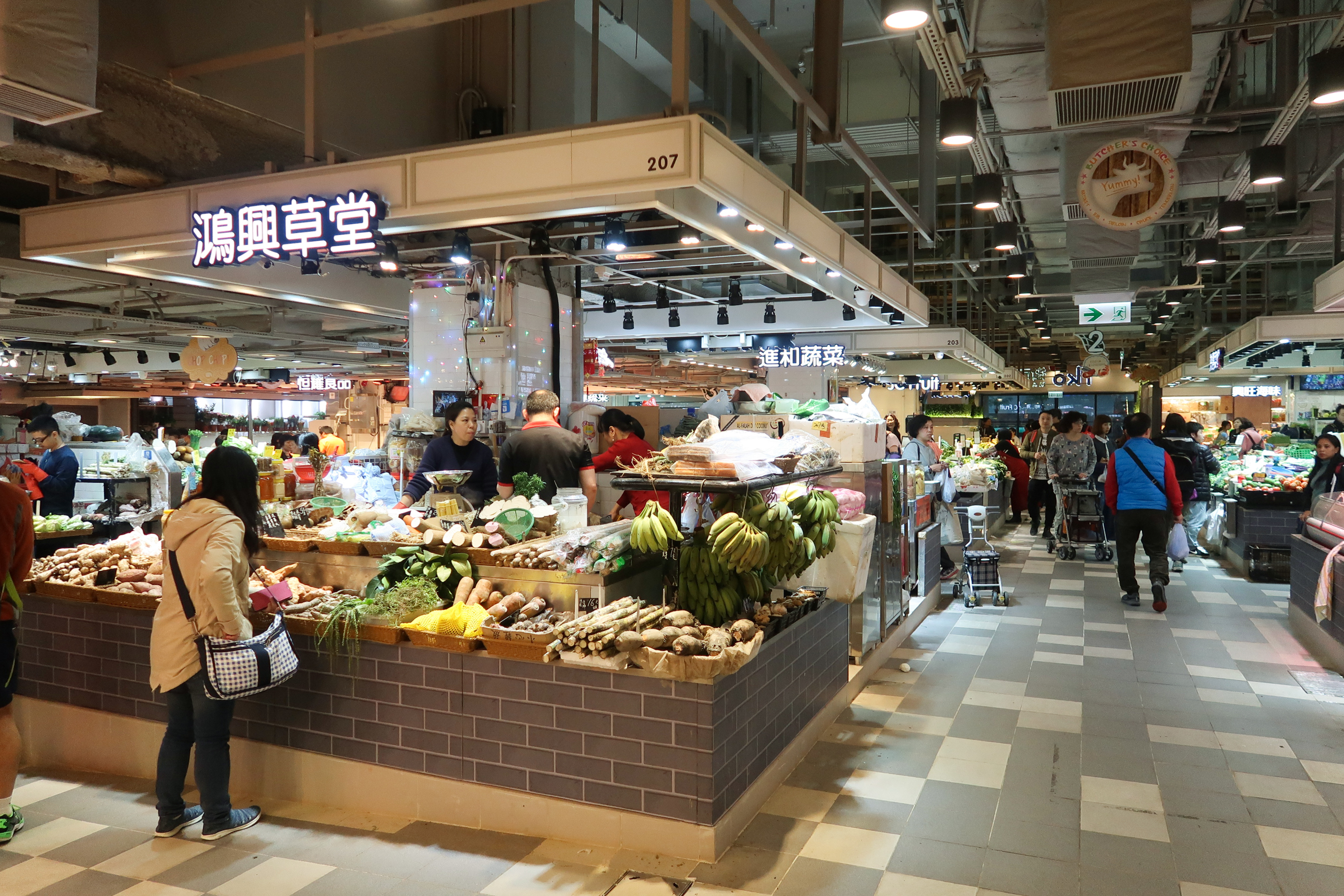
2018年翻新後的TKO 街市草藥檔

TKO街市位於香港新界西貢區將軍澳TKO Gateway地下，被喻為香港「最貴街市」，現時由領展房地產投資信託基金經營。

## 歷史
2013年3月1日前，厚德街市由包租商新城市管理服務經營，稱為厚德萬有街市。
街市於2017年10月起封閉三個半月大翻新，期間領展提供免費接駁巴士來往尚德街市。街市在2018年2月重開，再招標引入商戶，現有檔販表示鋪位租金高昂，相信翻新後將大幅加租，難以繼續經營，寧願結業。區議員陸平才表示不少坑口居民已「跨區」買平餸，預計領展將大幅加租，並引入連鎖商店，勢引發物價上升。街市重開後改稱為TKO街市。

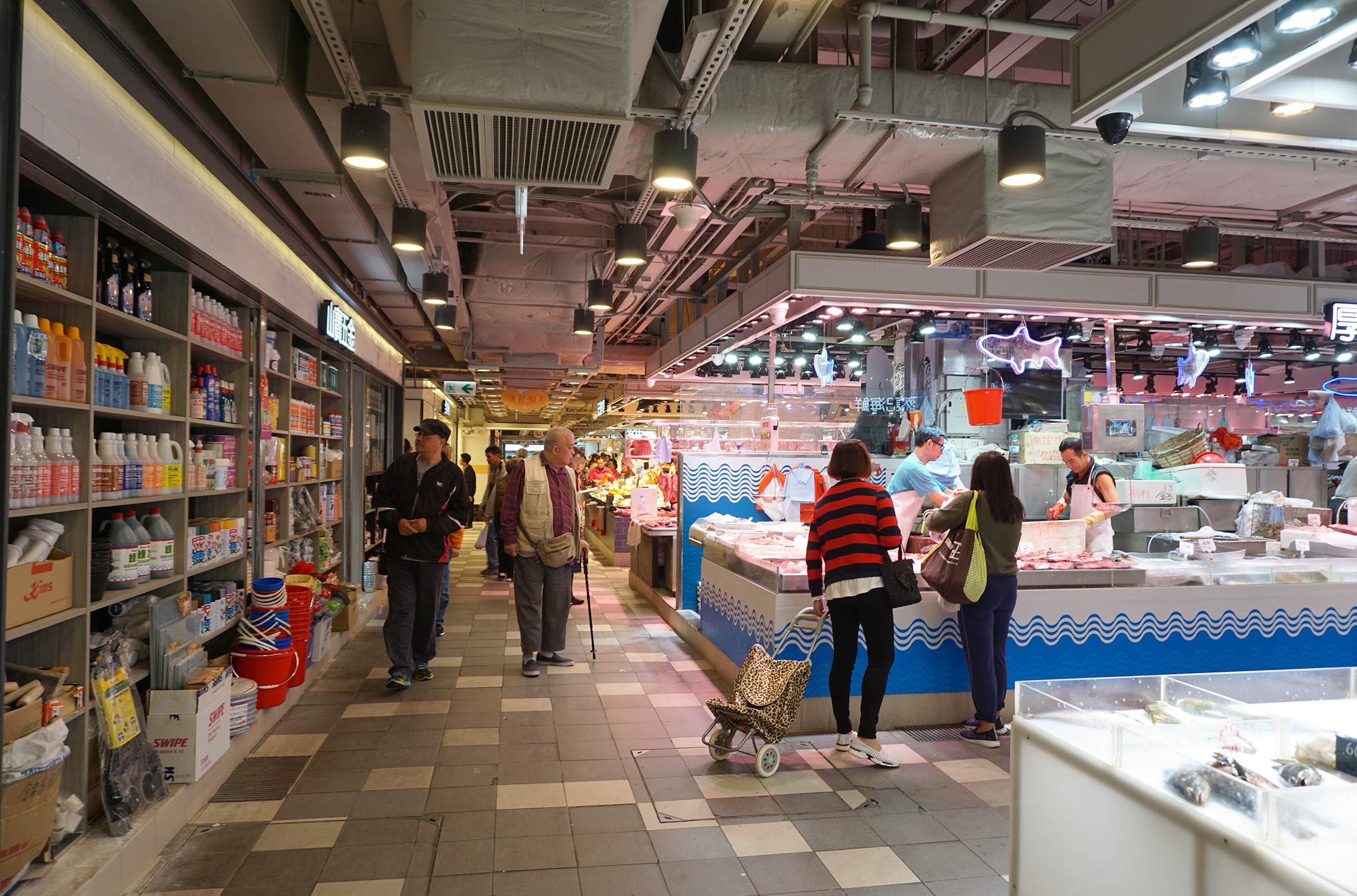
五金店及魚檔
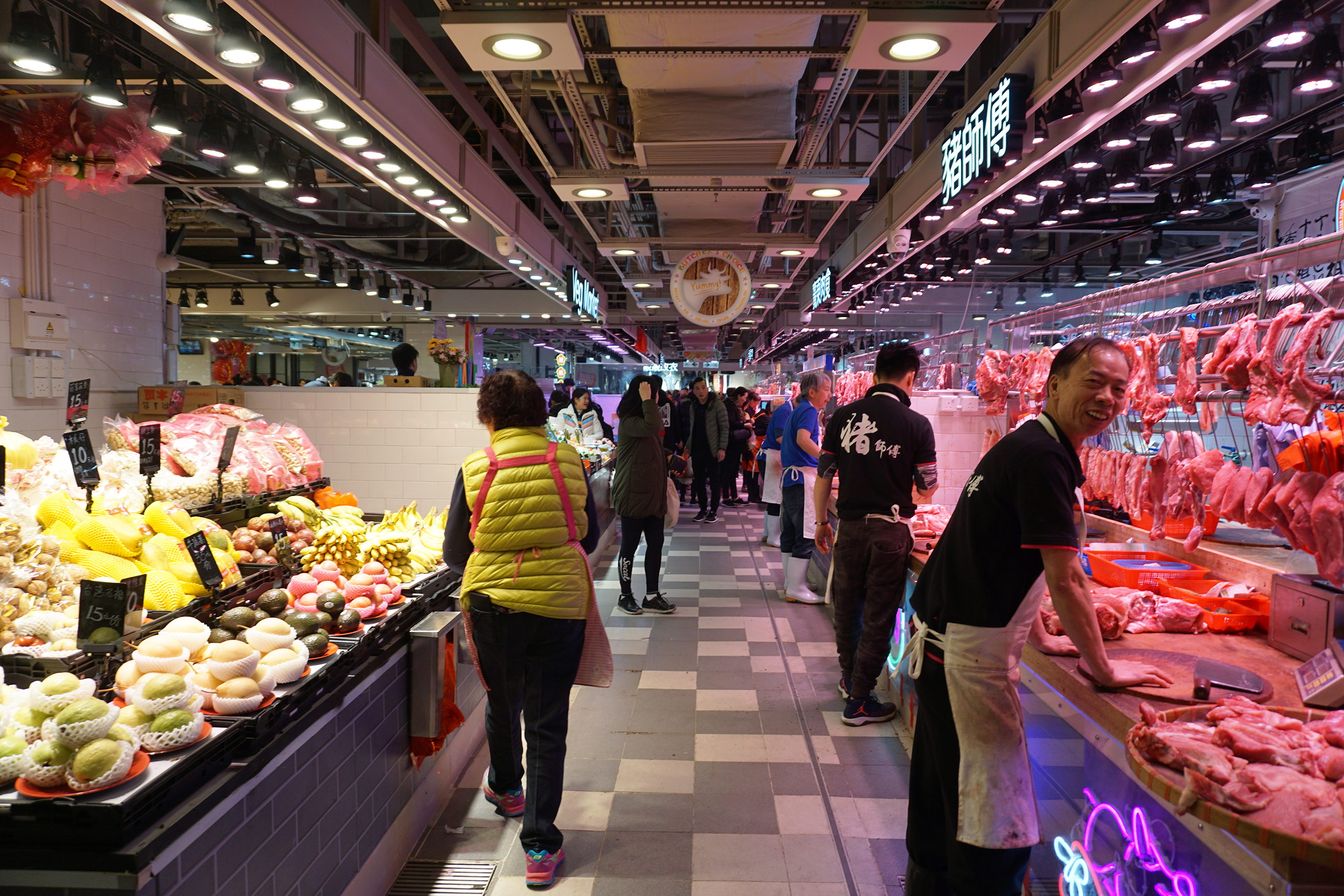
肉檔
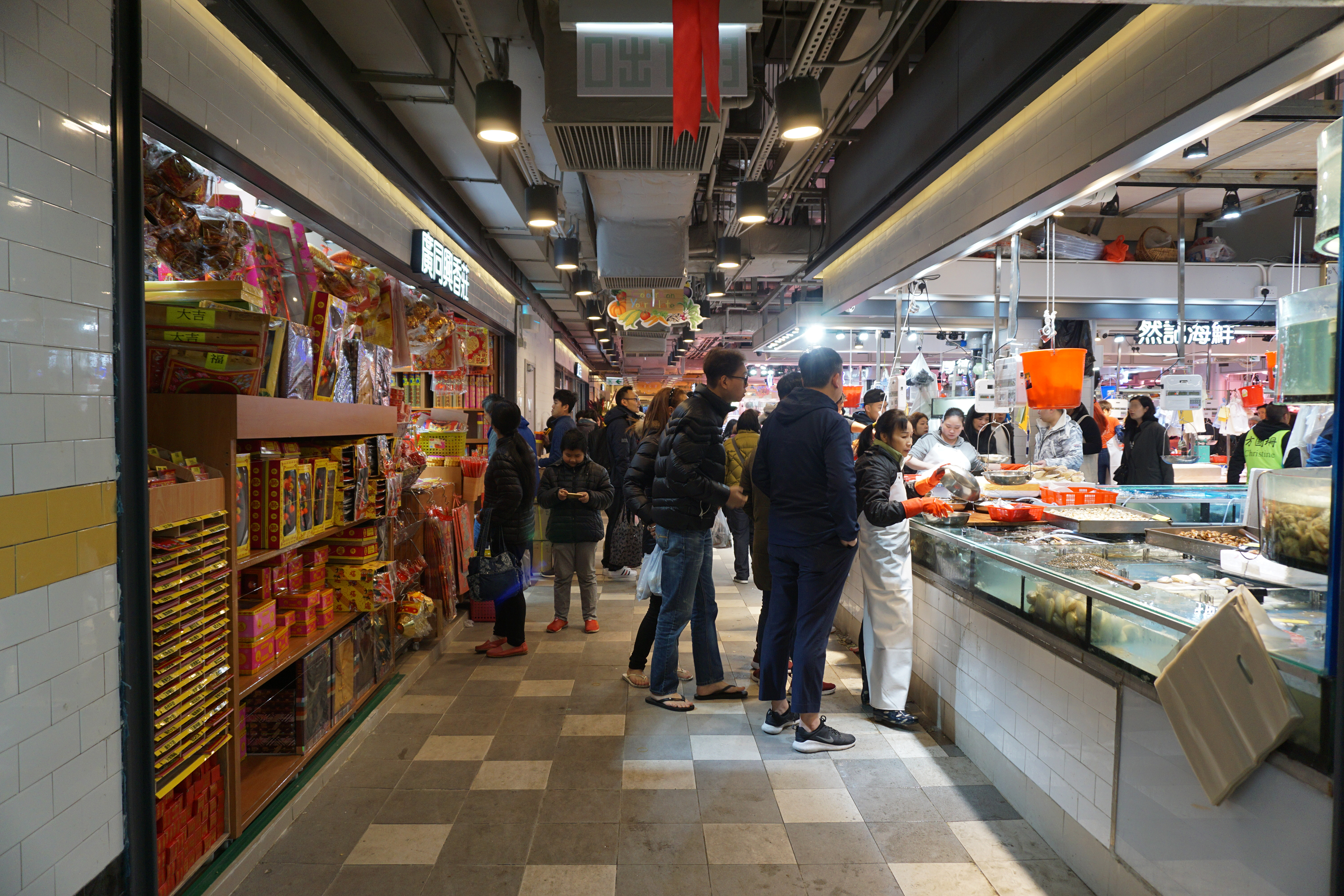
香燭祭品店及海產檔
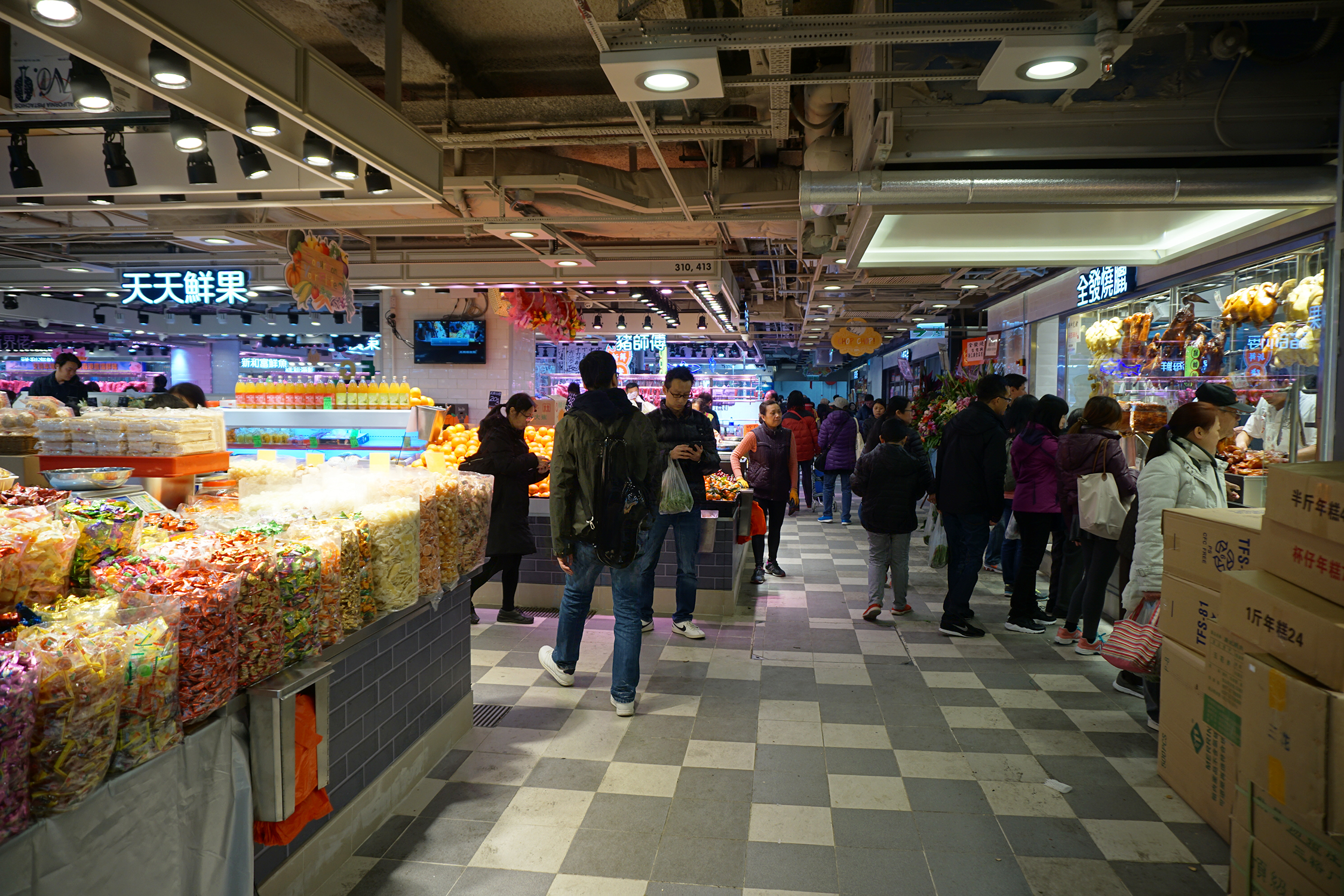
糖果及燒味店
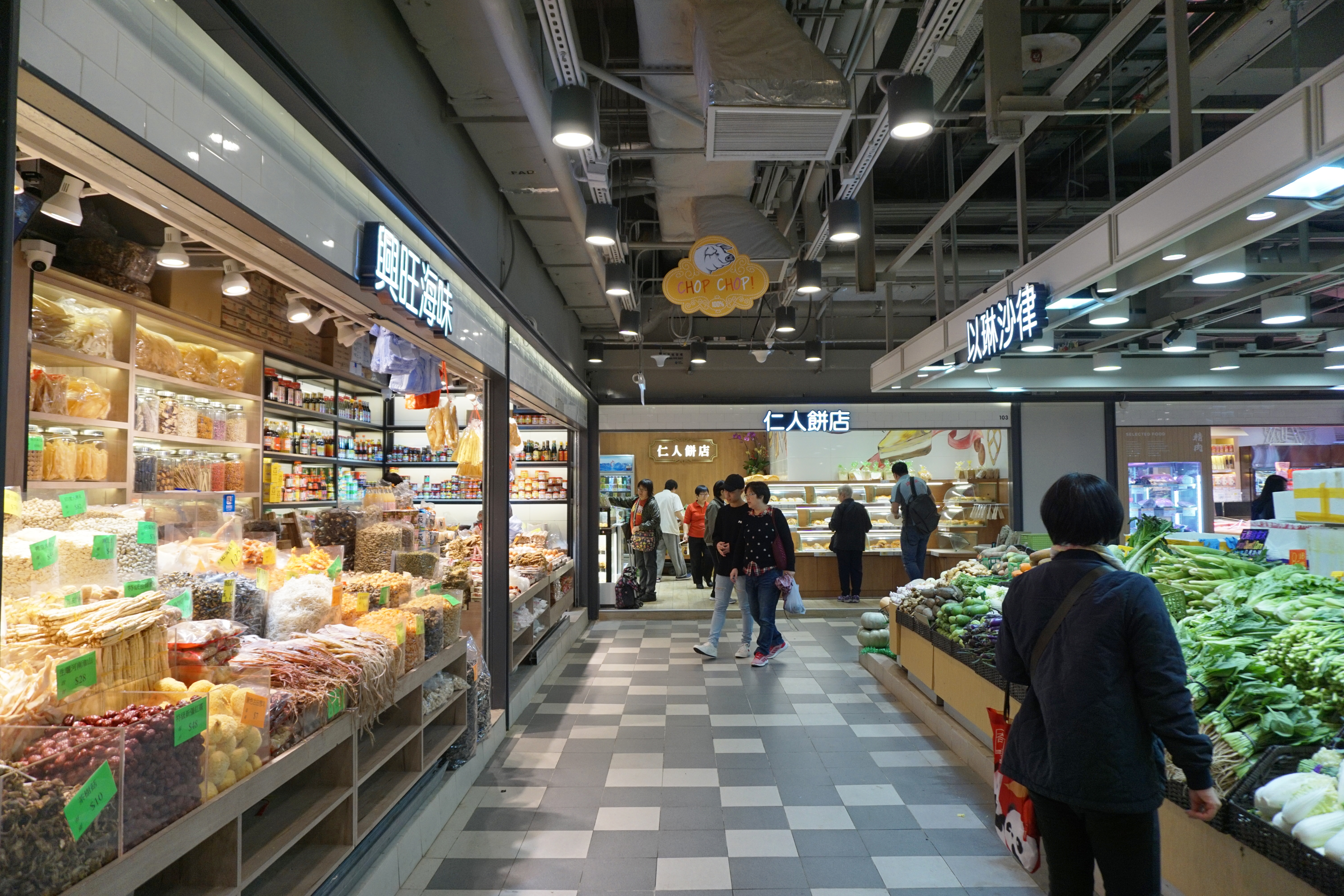
海味及麵包店
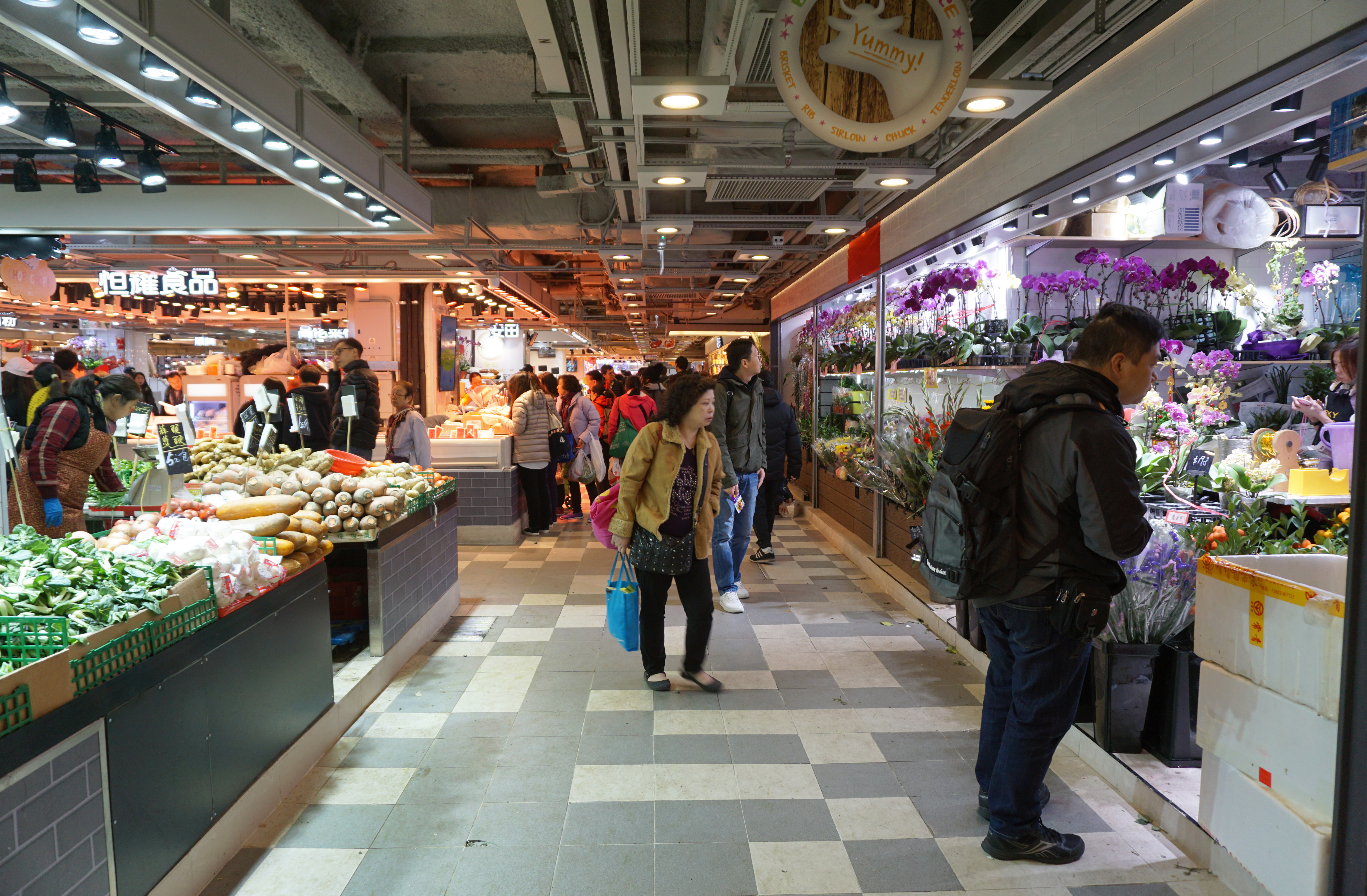
花店

| 翻新前的厚德街市                                                                               |
| ---------------------------------------------------------------------------------------------- |
| - 魚檔及豆腐芽菜檔（2015年） - 禮品店、菜檔及肉檔（2015年） - 海味雜貨、凍肉與水果檔（2015年） |

## 事件

### 被指為「最昂貴街市」
2012年，消費者委員會及香港政黨展開調查，均發現厚德街市所售賣餸菜的價格為全香港最昂貴。厚德街市關注組將厚德街市與觀塘街市比較，以每斤計算，前者瘦肉貴12港元、菜心貴6港元、唐生菜貴3港元及雞每隻貴10港元等，至於蘋果及橙則分別貴20%至36%。

### 三級大火
2007年3月29日晚上約11時半，厚德街市中央位置一家紙紮舖對上的冷氣槽突然起火，燒着店內的易燃貨物後迅速蔓延，一名在粥檔內留宿的東主被濃煙嗆醒後報警，由於街市內濃煙密布，東主無法找到出路而被困火場，最後需由消防員救出，情況嚴重。由於大火在密封的街市內無法散去，導致現場有如巨型的高溫鍋爐，加上火場範圍內濃煙密布，視線受阻。消防員無法在火場內長時間搜索，遂於翌晨1時許將火警升為三級，火警最終歷時14個小時、至下午1時32分才撲熄，消防處共動員逾100名消防員、5條滅火喉及10隊煙帽隊協助。火災導致街市內絕大部份檔位遭焚毀，而濃煙亦影響到樓上商場的30家食肆和店舖。火災發生時商場東翼正進行翻新工程，工程承辦商哲佳在工程期間關上消防灑水系統，又未有安裝後備的防火設備，最終令火勢未能在初期受到控制。街市至及後2個多月亦未能完成修復，致使商戶蒙受莫大損失，部份商戶更因此只好在街市外冒險違法擺賣，部分人聲言會抗議並迫使當局儘快重開街市。事件後消防處巡查了全港203個街市。

## 鄰近地方
- 港鐵坑口站
- 東港城
- 蔚藍灣畔、連理街
- 海悅豪園
- 新寶城
- 南豐廣場
- TKO Gateway
- 樂頤居
- 富寧花園
- 安寧花園
- 裕明苑
- 和明苑
- 西貢將軍澳政府綜合大樓